# Centralna retinopatia surowicza
Centralna retinopatia surowicza – schorzenie oka powodujące czasowe pogorszenie ostrości widzenia, najczęściej w jednym oku. Występuje ono najczęściej u młodych mężczyzn (w wieku 30–40 lat), a jego etiologia nie jest znana. Przyczyny choroby wiąże się ze stosowaniem kortykosteroidów, leków uspokajających, antydepresyjnych, nadciśnieniem tętniczym oraz infekcją Helicobacter pylori. 
Choroba polega najprawdopodobniej na wystąpieniu anatomicznego lub czynnościowego miejscowego uszkodzenia nabłonka barwnikowego siatkówki, stanowiącego barierę ochroną między krwią a siatkówką. Przesięk powoduje odwarstwienie siatkówki neurosensorycznej.

## Objawy
podmiotowe
- nagłe obniżenie ostrości wzroku
- zamglone widzenie i ciemniejszy obraz
- poprawa ostrości wzroku po zastosowaniu niewielkiej korekcji dodatniej
- zniekształcenie linii podczas czytania
- czasami pomniejszenie obrazu (mikropsja)

przedmiotowe
Badanie dna oka za pomocą soczewki Volka lub trójlustra Goldmanna pozwala zauważyć ognisko okrągłego uniesienia przejrzystej siatkówki.

## Diagnostyka i leczenie
Chorobę tę diagnozuje się metodą angiografii fluoresceinowej lub koherencyjnej tomografii optycznej.
Schorzenie ma tendencję do samoograniczania się i najczęściej nie ma potrzeby leczenia, gdyż powinno ono ustąpić samoistnie. Ponieważ czas ustąpienia objawów choroby jest dość długi, czasami stosuje się fotokoagulację laserem argonowym, która przyspiesza wchłaniania płynu podsiatkówkowego.